# Skee
 (novembre 2020).
Si vous disposez d'ouvrages ou d'articles de référence ou si vous connaissez des sites web de qualité traitant du thème abordé ici, merci de compléter l'article en donnant les références utiles à sa vérifiabilité et en les liant à la section « Notes et références ».
Skee est une localité de la commune de Strömstad dans le comté de Västra Götaland en Suède.
Sa population était de 784 habitants en 2019.